# Linea principale Kyūdai

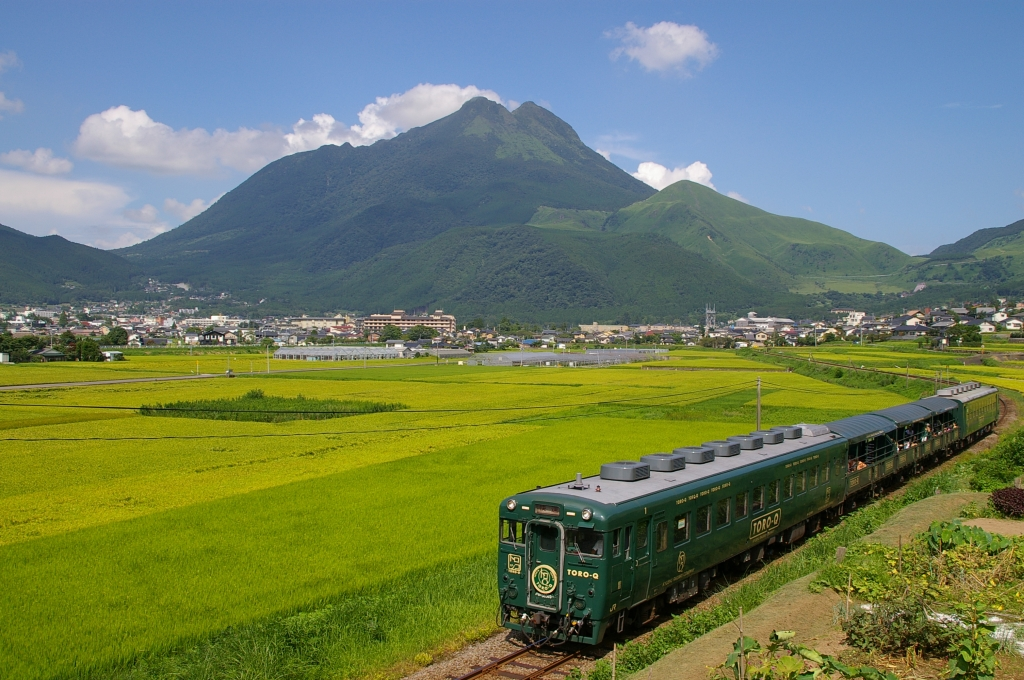
Treno della serie KiHa58 in corsa

La linea principale Kyūdai (久大本線?, Kyūdai-honsen) è una linea ferroviaria principale dell'isola del Kyūshū, in Giappone, gestita dalla JR Kyushu, e collega Kurume con la città di Ōita. Questa ferrovia, attraversando una zona montana lungo il percorso del fiume Chikugo e il suo affluente Kusu, è nota anche come linea Yufu Kōgen (ゆふ高原線?, Yufu Kōgen-sen). Permette di raggiungere inoltre la località turistica di Hita, nota anche come "piccola Kyoto".

## Caratteristiche
- Operatori: JR Kyushu
- Lunghezza: 141,5 km
- Scartamento: 1067 mm
- Stazioni: 36
- Numero di binari: tutta la linea è a binario singolo
- Elettrificazione: nessuna
- Segnalamento ferroviario: automatico
- Velocità massima: 95 km/h

### Espressi limitati
Sulla linea è presente un treno espresso limitato:
- Yufu/Yufu no mori: Hakata - Yufuin/Beppu/Ōita

## Stazioni
| Stazione           | Giapponese   | Distanza | Collegamenti                                 | Posizione | Posizione |
| ------------------ | ------------ | -------- | -------------------------------------------- | --------- | --------- |
| Kurume             | 久留米       | 0.0      | Linea principale Kagoshima Kyūshū Shinkansen | Kurume    | Fukuoka   |
| Kurume-Kōkōmae     | 久留米高校前 | 3.4      |                                              | Kurume    | Fukuoka   |
| Minami-Kurume      | 南久留米     | 4.9      |                                              | Kurume    | Fukuoka   |
| Kurume Daigaku-mae | 久留米大学前 | 6.8      |                                              | Kurume    | Fukuoka   |
| Mii                | 御井         | 8.0      |                                              | Kurume    | Fukuoka   |
| Zendōji            | 善導寺       | 12.6     |                                              | Kurume    | Fukuoka   |
| Chikugo Kusano     | 筑後草野     | 15.7     |                                              | Kurume    | Fukuoka   |
| Tanushimaru        | 田主丸       | 20.8     |                                              | Kurume    | Fukuoka   |
| Chikugo Yoshii     | 筑後吉井     | 26.4     |                                              | Ukiha     | Fukuoka   |
| Ukiha              | うきは       | 30.0     |                                              | Ukiha     | Fukuoka   |
| Chikugo Ōishi      | 筑後大石     | 33.0     |                                              | Ukiha     | Fukuoka   |
| Yoake              | 夜明         | 39.1     | Linea Hitahikosan                            | Hita      | Ōita      |
| Teruoka            | 光岡         | 45.2     |                                              | Hita      | Ōita      |
| Hita               | 日田         | 47.6     |                                              | Hita      | Ōita      |
| Bungo Miyoshi      | 豊後三芳     | 49.4     |                                              | Hita      | Ōita      |
| Bungo Nakagawa     | 豊後中川     | 55.3     |                                              | Hita      | Ōita      |
| Amagase            | 天ヶ瀬       | 59.5     |                                              | Hita      | Ōita      |
| Sugikawachi        | 杉河内       | 63.6     |                                              | Kusu      | Ōita      |
| Kita Yamada        | 北山田       | 67.8     |                                              | Kusu      | Ōita      |
| Bungo Mori         | 豊後森       | 73.2     |                                              | Kusu      | Ōita      |
| Era                | 恵良         | 77.3     |                                              | Kokonoe   | Ōita      |
| Hikiji             | 引治         | 80.7     |                                              | Kokonoe   | Ōita      |
| Bungo Nakamura     | 豊後中村     | 83.1     |                                              | Kokonoe   | Ōita      |
| Noya               | 野矢         | 88.2     |                                              | Kokonoe   | Ōita      |
| Yufuin             | 湯布院       | 99.1     |                                              | Yufu      | Ōita      |
| Minami Yufu        | 南由布       | 102.5    |                                              | Yufu      | Ōita      |
| Yunohira           | 湯平         | 109.6    |                                              | Yufu      | Ōita      |
| Shōnai             | 庄内         | 114.5    |                                              | Yufu      | Ōita      |
| Tenjinyama         | 天神山       | 118.1    |                                              | Yufu      | Ōita      |
| Onoya              | 小野屋       | 119.6    |                                              | Yufu      | Ōita      |
| Onigase            | 鬼瀬         | 124.6    |                                              | Yufu      | Ōita      |
| Mukainoharu        | 向之原       | 127.7    |                                              | Yufu      | Ōita      |
| Bungo Kokubu       | 豊後国分     | 131.7    |                                              | Ōita      | Ōita      |
| Kaku               | 賀来         | 133.9    |                                              | Ōita      | Ōita      |
| Minami Ōita        | 南大分       | 136.6    |                                              | Ōita      | Ōita      |
| Furugō             | 古国府       | 138.9    |                                              | Ōita      | Ōita      |
| Ōita               | 大分         | 141.5    | Linea principale Nippō Linea principale Hōhi | Ōita      | Ōita      |